# Roncal/Erronkari
Roncal/Erronkari (spanisch Roncal, baskisch Erronkari) ist ein Ort und eine Gemeinde im baskischsprachigen Teil der Autonomen Gemeinschaft Navarra mit 214 Einwohnern (Stand: 2024). Neben dem Hauptort Roncal (Erronkari) besteht die Gemeinde aus den Ortschaften Enaquesa und Molino de Garde.

## Lage
Roncal/Erronkari liegt etwa 44 Kilometer östlich von Pamplona nahe der Grenze zwischen Frankreich und Spanien in einer Höhe von ca. 720 m. 

## Sehenswürdigkeiten
- Dolmen

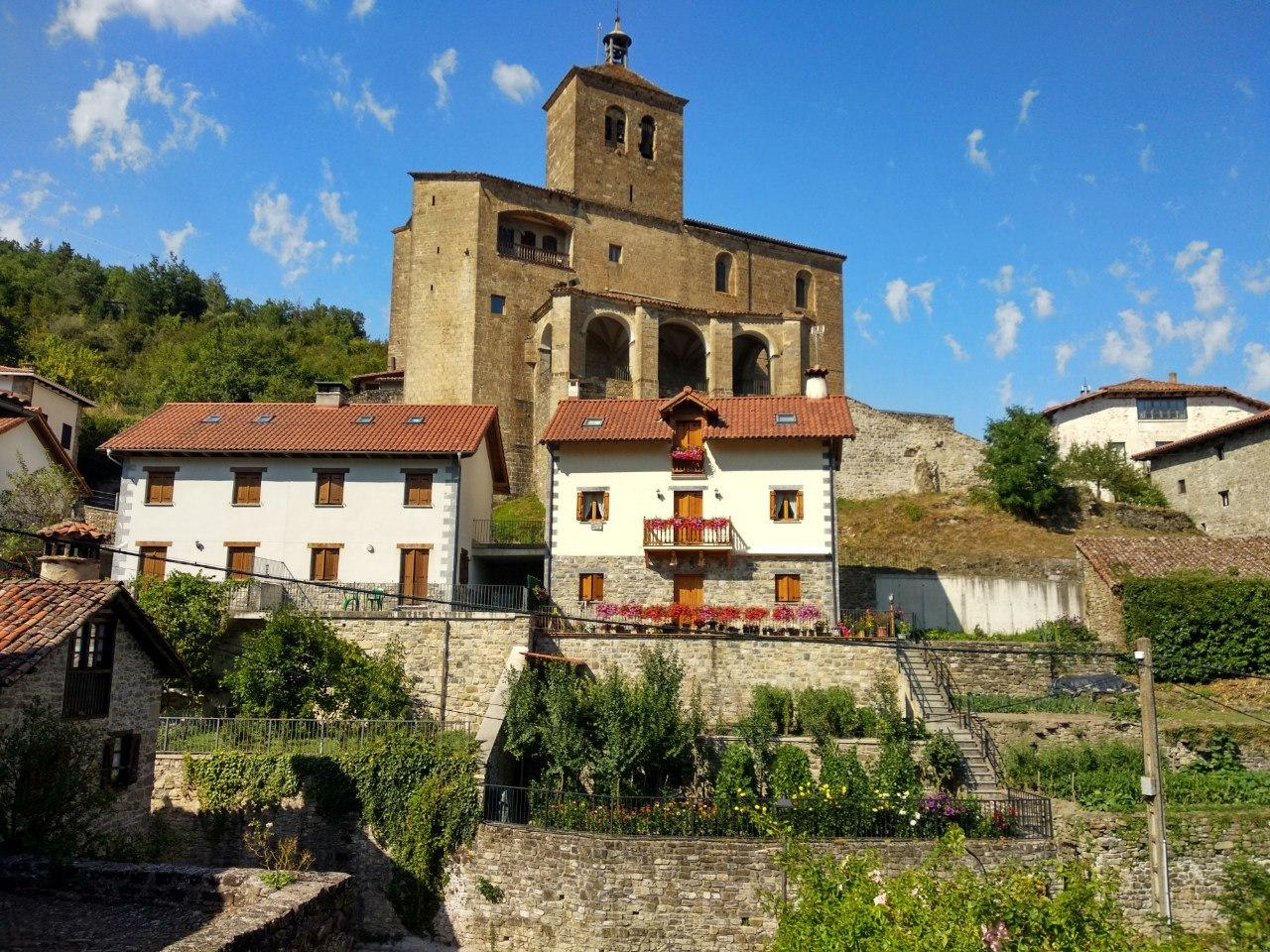
Stephanuskirche
- Marienkapelle
- Sebastianuskapelle
- Johanniskapelle
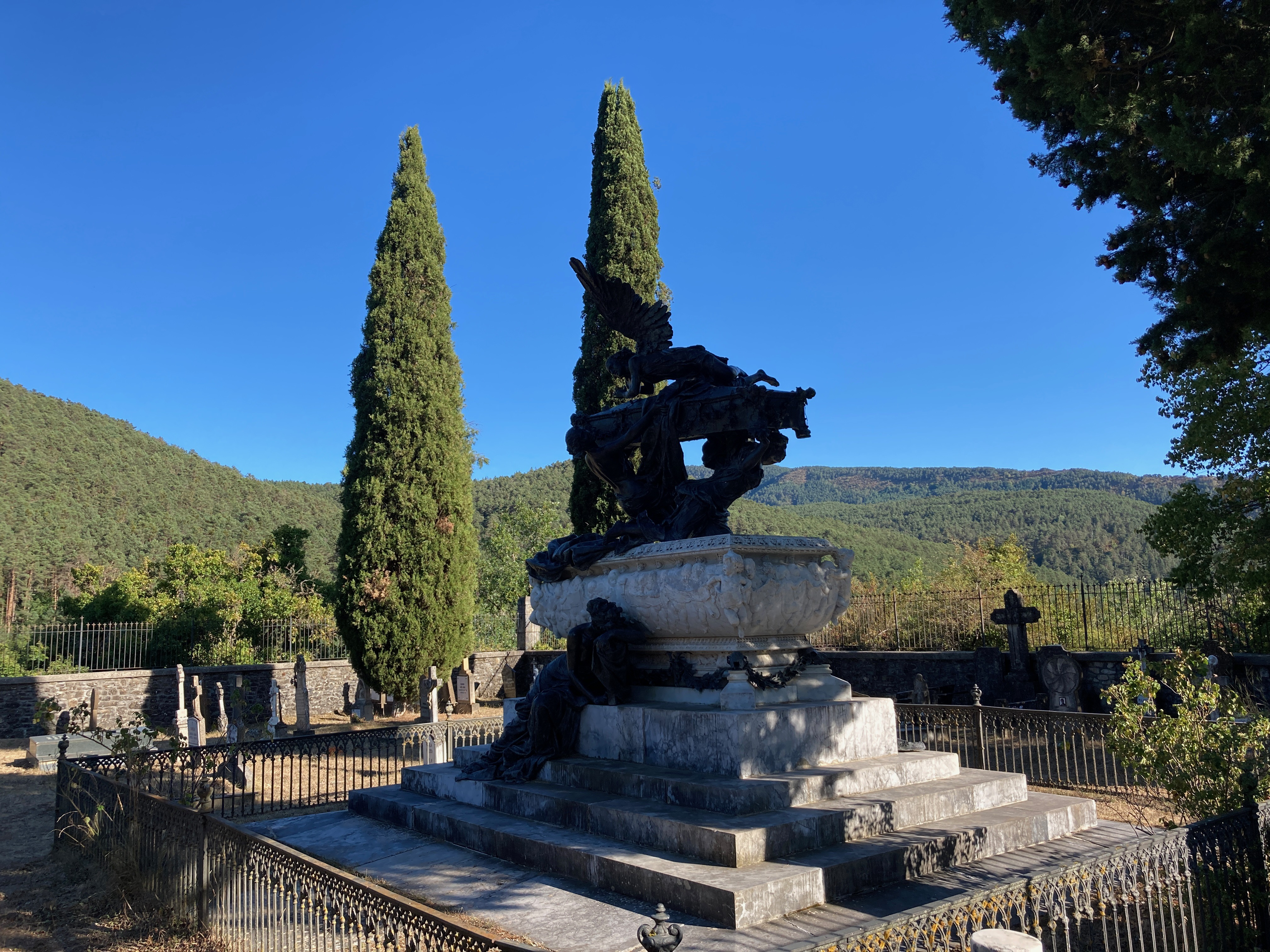
Mausoleum von Julián Gayarre
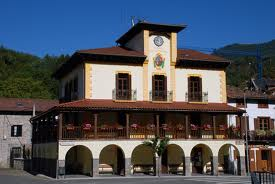
Rathaus

- Stephanuskirche
- Mausoleum von Julián Gayarre
- Rathaus

## Persönlichkeiten
- Sebastián de Albero (1722–1756), Komponist und Organist
- Julián Gayarre (1844–1890), Sänger (Tenor)
- Fructuoso Orduna (1893–1973), Bildhauer